# 麗嬰房
麗嬰房股份有限公司（英語：Les enphants Co.,Ltd.），成立於1971年，前身為「麗嬰房有限公司」。在臺灣以嬰幼童服飾、婦幼用品起家的跨國公司。「麗嬰房」之名取自法文，亦即「孩子們」的意思，「f」與「ph」同音，又有「peace and hope」的含意，公司識別標誌為小象，取其輪廓與英文「ph」相似之意。
麗嬰房創辦人為總裁林泰生，目前主要營運團隊為董事長林柏蒼、總經理陳仁沛。除代理國外品牌之外，麗嬰房也有許多自有品牌，在全球有超過2700個服務據點，並運營電子商務網站「iBabymall 麗嬰房購物網」。
關係企業有康和皇家生活事業股份有限公司、康和產護護理之家等。

## 大事年表
- 1971年，麗嬰房有限公司設立。
- 1973年，改組為麗嬰房股份有限公司。
- 1987年，正式進軍海外市場。
- 1992年，申請成為公開發行公司。
- 1993年，在中國成立上海麗嬰房嬰童用品有限公司。
- 2005年，成立麗嬰房電子商務網站「iBaby Mall 愛貝比線上購物」。
- 2012年，「ibabymall婦幼生活館」實體通路開館。
- 2025年3月18日，列為全額交割股。[2]

## 外部連結
- （繁體中文）麗嬰房官方網站
- 台灣公司資料
- 麗嬰房 媽咪同學會的Facebook專頁
- 麗嬰房的Instagram帳戶
- YouTube上的麗嬰房頻道

## 關係企業
- 康和產後護理之家（2025年4月30日正式歇業）[3]
- 康和頂級坐月子餐外送[4]